# 다크 크로니클
다크 크로니클(Dark Chronicle, ダーククロニクル)은 북아메리카에서 다크 클라우드 2(Dark Cloud 2)로 출시된 게임으로, 2002년 LEVEL-5에서 개발하고 소니 컴퓨터 엔터테인먼트에서 플레이스테이션 2(PS2)용으로 출시한 액션 롤플레잉 게임이다. 2003년에 영어로 출시되기 전 일본에서 출시되었다. 게임의 에뮬레이트 버전은 2016년 플레이스테이션 네트워크를 통해 플레이스테이션 4용으로 출시되었다.
이 게임은 2000년대 다크 클라우드의 정신적 후속작으로, 동일한 기본 게임 메커니즘을 공유하지만 새로운 캐릭터와 줄거리가 특징이다. 플레이어는 게임의 주요 적대자인 그리폰 황제가 세상을 파괴하는 것을 막기 위해 협력해야 하는 두 명의 주요 주인공인 맥스와 모니카를 제어한다. 이 게임은 시간 여행을 주제로 하며, Max와 모니카는 미래를 바꾸기 위해 과거를 바꿔 그리폰의 파괴를 막으려고 노력한다.
이 게임은 다크 클라우드에 비해 개선된 점, 특히 그래픽과 다양한 게임 플레이 스타일을 칭찬하는 비평가들로부터 긍정적인 평가를 받았다. 다크 크로니클은 여러 상을 수상했으며 한 달 만에 일본에서 약 250,000장이 판매되었다.

## 평가
| 통합 점수     | 통합 점수 |
| 통합사        | 점수      |
| ------------- | --------- |
| 메타크리틱    | 87/100    |
| 평론 점수     |           |
| 평론사        | 점수      |
| 유로게이머    | 9/10      |
| 패미츠        | 35/40     |
| 게임 레볼루션 | B         |
| 게임스팟      | 9/10      |
| 게임스파이    | [ 6 ]     |
| 게임존        | 8.4/10    |
| IGN           | 9/10      |
| OPM (US)      | [ 9 ]     |

| 수상                                   | 수상                                                    |
| 평론사                                 | 수상                                                    |
| -------------------------------------- | ------------------------------------------------------- |
| GameSpot                               | Best PlayStation 2 Game (2003)                          |
| Academy of Interactive Arts & Sciences | Console Role Playing Game of the Year (nominated)(2003) |
| 1st British Academy Games Awards       | Best Adventure Game (nominated)                         |